# ハイゴケ
ハイゴケ (Hypnum plumaeforme Wilson) は、比較的身近に見られる大型の蘚類。ほふく性の性質から和名で「ハイゴケ」（這い苔）と呼ばれる。

## 特徴
日本では、日当たりの良い道端や岩の上、土手、山地、樹幹の下部などで黄緑色のマットをつくる。茎葉の上部は鎌形（かまがた）、基部は心臓形。蒴は3～5cmで湾曲し、水平につく。葉の基部に翼細胞が発達するなどの特徴がある。雌雄異株。

## 分布
シベリア、東アジア、東南アジア、ハワイなど幅広くみられる。日本では北から南まで全国に分布している。

## 用途
日本では園芸用に流通している。コケ庭、コケ盆栽、コケ玉、テラリウムに使用される。マットを形成するため園芸目的で使用しやすい。生きた状態で販売されるコケの中では最も入手し易い種で、市場価格も比較的安価である。乾燥に強いため、生きたまま半乾燥状態で販売される商品もある。日向から日陰まで適応するが、長時間日光に当たる場所では黄色みを帯び見栄えが悪くなる。「山ゴケ」の商品名で完全に乾燥させ着色したものが、リースやバスケットなどの装飾用途で流通している。